# Cohomologie de De Rham
En mathématiques, la cohomologie de De Rham est un outil de topologie différentielle, c'est-à-dire adapté à l'étude des variétés différentielles. Il s'agit d'une théorie cohomologique fondée sur des propriétés algébriques des espaces de formes différentielles sur la variété. Elle porte le nom du mathématicien Georges de Rham.
Le théorème de de Rham affirme que le morphisme naturel, de la cohomologie de De Rham d'une variété différentielle vers sa cohomologie singulière à coefficients réels, est bijectif.

## Définitions
Soit M une variété différentielle, décrivons l'algèbre différentielle graduée (en) (Ω*(M), d) de ses formes différentielles. Pour tout entier naturel p :
- {\displaystyle \Omega ^{p}(M)} est l'espace des formes différentielles de degré p sur M.
- {\displaystyle \mathrm {d} ^{p}:\Omega ^{p}(M)\rightarrow \Omega ^{p+1}(M)} est l'opérateur de différentiation extérieure sur les formes différentielles de degré p.

On note dω la dérivée extérieure de ω quand on ne veut pas préciser son degré ; il faut alors sous-entendre dpω où p est le degré de ω.
L'étude de la cohomologie de De Rham est l'étude de la "conservation" de certaines propriétés algébriques le long de la chaîne:
{\displaystyle \Omega ^{0}(M)\ {\overset {\mathrm {d} }{\longrightarrow }}\ \Omega ^{1}(M)\ {\overset {\mathrm {d} }{\longrightarrow }}\ \dots \ {\overset {\mathrm {d} }{\longrightarrow }}\ \Omega ^{n-1}(M)\ {\overset {\mathrm {d} }{\longrightarrow }}\ \Omega ^{n}(M)}
dans un certain sens expliqué plus bas.

### Formes fermées, formes exactes
Lorsque {\displaystyle \mathrm {d} \omega =0} (i.e. {\displaystyle \omega \in {\rm {Ker\ d}}}), on dit que la forme différentielle {\displaystyle \omega } est fermée.
Lorsqu’il existe une forme {\displaystyle \alpha } telle que {\displaystyle \omega ={\rm {d\alpha }}} (i.e. {\displaystyle \omega \in \mathrm {Im\ d} }), on dit que la forme différentielle {\displaystyle \omega } est exacte.

## Théorie locale (lemme de Poincaré)
On a pour tout p la relation dp ∘ dp – 1 = 0, souvent abrégé en {\displaystyle \mathrm {d} ^{2}=0}. On en déduit le :
Théorème — Toute forme différentielle exacte est fermée.
Le lemme de Poincaré permet de montrer que la réciproque est vraie localement :
Lemme de Poincaré — Toute forme différentielle fermée est localement exacte.
Plus précisément, pour toute forme fermée définie sur un ouvert U de M contenant x, il existe un voisinage de x contenu dans U sur lequel la restriction de la forme est exacte.
En effet, si M ⊂ ℝn est un ouvert étoilé, ou un ouvert difféomorphe à un ouvert étoilé, un calcul montre que toute forme fermée est exacte. Maintenant si M est quelconque, tout point admet un voisinage difféomorphe à une boule et on est ramené au cas précédent.

## Théorie globale
Un lemme de Poincaré global n'existe pas. Par exemple, sur le plan ℝ2 privé de l'origine, la forme
{\displaystyle {\tfrac {x\mathrm {d} y-y\mathrm {d} x}{x^{2}+y^{2}}}} est fermée, mais non exacte.
Dans le cas général, le p-ième groupe de cohomologie de De Rham mesure l'obstruction pour une forme fermée à être exacte.

### Notations
Pour tout entier naturel p, on note :
- {\displaystyle Z^{p}(M)=\mathrm {Ker\ d} ^{p}}  l'espace des p-formes fermées.
- {\displaystyle B^{p}(M)=\mathrm {Im\ d} ^{p-1}} l'espace des p-formes exactes.

Comme {\displaystyle \mathrm {d} ^{2}=0}, on a {\displaystyle \mathrm {Im\ d} ^{p-1}\subseteq \mathrm {Ker\ d} ^{p}}, donc :
{\displaystyle B^{p}(M)\subseteq Z^{p}(M)}
l'espace des formes exactes est un sous-espace des formes fermées.

### Définition: groupes de cohomologie (de De Rham)
On définit l'algèbre graduée H*(M) — la cohomologie de De Rham de M — comme l'homologie du complexe de cochaînes de De Rham associé à l'algèbre différentielle graduée (Ω*(M), d).
Sa composante de degré p est donc l'espace vectoriel quotient de Zp(M) par Bp(M) :
c'est-à-dire l'espace des p-formes fermées modulo le sous-espace des p-formes exactes.
Hp(M) = 0 si p < 0 ou si p est strictement supérieur à la dimension de M.
Si M est compacte, chaque Hp(M) est de dimension finie.
La dimension de Hp(M) s'appelle le p-ième nombre de Betti (réel), noté bp(M).
Toute application différentiable f : M → N entre deux variétés induit un morphisme d'algèbres différentielles graduées Ω(f) : Ω*(N) → Ω*(M) donc un morphisme d'algèbres graduées f* : H*(N) → H*(M). On vérifie facilement que H* est un foncteur (contravariant).

### Invariance par homotopie
Si deux applications différentiables f, g : M → N sont homotopes, elles le sont différentiablement. On parvient alors à construire,, un opérateur L : Ω(N) → Ω(M) de degré –1 tel que Ω(g) – Ω(f) = d∘L + L∘d, ce qui prouve que g* = f*.
Toute application continue de M dans N est homotope à une application différentiable,. Elle détermine donc encore un morphisme de H*(N) dans H*(M).

### Exemples
- H0(M) ≃ ℝc, où c désigne le nombre de composantes connexes de M.
- Si M est une variété lisse compacte connexe et orientable de dimension n, alors Hn(M) est de dimension 1.
Un isomorphisme explicite est donné par l'intégration des formes différentielles

de degré maximum : une orientation de M étant donnée, l'application 
de {\displaystyle \Omega ^{n}(M)} dans R est nulle sur les formes exactes d'après le théorème de Stokes. Elle passe donc au quotient en une application de Hn(M) dans R, et l'on démontre qu'on obtient ainsi un isomorphisme.
- Si M n'est pas orientable ou n'est pas compacte (les autres hypothèses restant les mêmes), Hn(M) = 0.
- Hk(Sn) = 0 pour 0 < k < n.

## Théorème de Hodge-de Rham
Un élément de Hp(M) est une classe d'équivalence de formes différentielles de degré p,
qui n'admet pas a priori de représentant privilégié. La situation change si
M est munie d'une métrique riemannienne g.
On peut alors définir un opérateur de divergence
Soit alors
Ces formes sont dites harmoniques.
Le théorème de Hodge-de Rham assure que si M est compacte {\displaystyle {\mathcal {H}}^{p}(M)} est
isomorphe à Hp(M).

### Exemples
- Si G est un groupe de Lie compact muni d'une métrique riemannienne bi-invariante, les formes harmoniques sont les formes différentielles bi-invariantes. En particulier, {\displaystyle b_{p}(T^{n})={n \choose p}}.
- Soit S une surface de Riemann compacte. La donnée de la structure complexe équivaut à celle d'une classe de métriques riemanniennes conformes, et les formes harmoniques de degré 1 ne dépendent que de la structure conforme. Ce sont les parties réelles des formes différentielles holomorphes de degré 1. Ainsi {\displaystyle b_{1}(S)=2\gamma } où {\displaystyle \gamma } est le genre de S.

#### Ouvrages de mathématiques
- (en) Glen E. Bredon (en), Topology and Geometry [détail de l’édition]
- (en) William Fulton, Algebraic Topology : A First Course, Springer, coll. « GTM » (no 153), 1995, 430 p. (ISBN 978-0-387-94327-5, lire en ligne)
- (en) Lars Gårding, Encounter with Mathematics, Springer Verlag, New York, Heidelberg, Berlin, 1977  (ISBN 978-0-387-90229-6), p. 164-166
- Alexandru Dimca, Sheaves in topology, Berlin, Springer-Verlag, coll. « Universitext », 2004, 236 p. (ISBN 978-3-540-20665-1, MR 2050072, lire en ligne)

#### Ouvrages de physique théorique
- (en) Yvonne Choquet-Bruhat et Cécile DeWitt-Morette, Analysis, Manifolds and Physics - Part I: Basics, North-Holland, 1989  (ISBN 978-0-44486017-0)
- (en) Theodore Frankel (en), The Geometry of Physics - An Introduction, Cambridge University Press, 2004, 2e éd. révisée et illustrée  (ISBN 978-0-52153927-2)
- (en) Mikio Nakahara, Geometry, Topology and Physics, Institute of Physics Publishing, 2003, 2e éd. illustrée  (ISBN 978-0-75030606-5)
- (en) Charles Nash et Siddhartha Sen, Topology & Geometry for Physicists, Academic Press, 1983  (ISBN 978-0-12514080-5)